# Christian Potyka
Christian Potyka (* 1942; † 22. Juli 1981 in München)  war ein deutscher Journalist.

## Leben
Potyka leistete zunächst Wehrdienst bei der Bundeswehr. Von 1964 bis 1965 absolvierte er die Deutsche Journalistenschule (DJS) in München. Im Anschluss studierte er Politikwissenschaft, Ethnologie und Neuere Geschichte und wurde 1974 an der Ludwig-Maximilians-Universität München mit einer Arbeit über Haile Selassie zum Dr. phil. promoviert.
1970 wurde er politischer Redakteur der Süddeutschen Zeitung. Sein Schwerpunkt war Militärpolitik. Er kritisierte als einer von wenigen Journalisten den NATO-Doppelbeschluss (1979). 1980 nahm er mit anderen an einem Austauschprogramm in die USA teil.
Nach einer schweren Operation verstarb er 38-jährig. Seine Witwe nahm für ihn postum Preise entgegen.

## Auszeichnungen
- 1980: McCloy Fellowship in Journalism[2]
- 1981: Theodor-Wolff-Preis (postum)
- 1983: Kulturpreis des Deutschen Bundeswehrverbandes (postum)

## Schriften (Auswahl)
- Haile Selassie. Der Negus Negesti in Frieden und Krieg. Zur Politik des äthiopischen Reformherrschers. Osang, Bad Honnef 1974, (Zugleich: München, Universität, Dissertation, 1974: Haile Selassie in Frieden und Krieg.).